# It's a Holiday Soul Party
It's a Holiday Soul Party is een kerst-/chanoeka-album van de New Yorkse soulband Sharon Jones & The Dap-Kings. Het werd 30 oktober 2015 (in plaats van in december) uitgebracht op Daptone en is tevens het voorlaatste album van deze band rond zangeres Sharon Jones (1956-2016).

## Achtergrond
It's a Holiday Soul Party is een vervolg op de kerstsingles die de band - deels gevormd door muzikanten van Joodse komaf - in de jaren 00 uitbracht. Naast de eigen kerst- en chanoekanummers staan er ook bewerkingen op van traditionals, bijvoorbeeld een funky uitvoering van Little Drummer Boy.
Ter promotie van het album  gaf de band enkele enkele speciale (tv-)optredens.

## Tracklist
1. 8 Days (Of Hannukah) 3:42
2. Ain't No Chimneys In The Projects 2:22
3. White Christmas 2:17
4. Just Another Christmas Song 3:08
5. Silent Night 4:16
6. Big Bulbs 2:56
7. Please Come Home For Christmas 2:58
8. Funky Little Drummer Boy 3:18
9. Silver Bells 3:19
10. World Of Love 3:19
11. God Rest Ye Merry Gents 2:17